# Зуев, Андрей Александрович
Андре́й Алекса́ндрович Зу́ев (род. 18 мая 1964, Челябинск) — советский и российский хоккеист, вратарь; тренер. Чемпион мира, заслуженный мастер спорта.

## Карьера
Воспитанник челябинского «Металлурга». В 1986 призван в армию и два года выступал за свердловский СКА. Из-за конкуренции с основными вратарями «Трактора» Сергеем Александровичем Мыльниковым и Виктором Королёвым, принял предложение «Автомобилиста». В 1991, после ухода Мыльникова, «Трактор» купил Андрея Зуева. В сезоне 1992/93 был признан лучшим вратарём чемпионата.
В сезоне 2008/09, будучи тренером вратарей в «Тракторе», в 44 года попал в заявку на матч с ХК МВД из-за травмы Сергея Сергеевича Мыльникова и выступления Данилы Алистратова за молодёжную сборную.
За сборную России провёл 17 игр.
До 2010 года работал в «Тракторе», в сезоне 2011/12 работал в балашихинском «Динамо», в 2012 году вошёл в тренерский штаб красноярского «Сокола».